# Мередитский камень

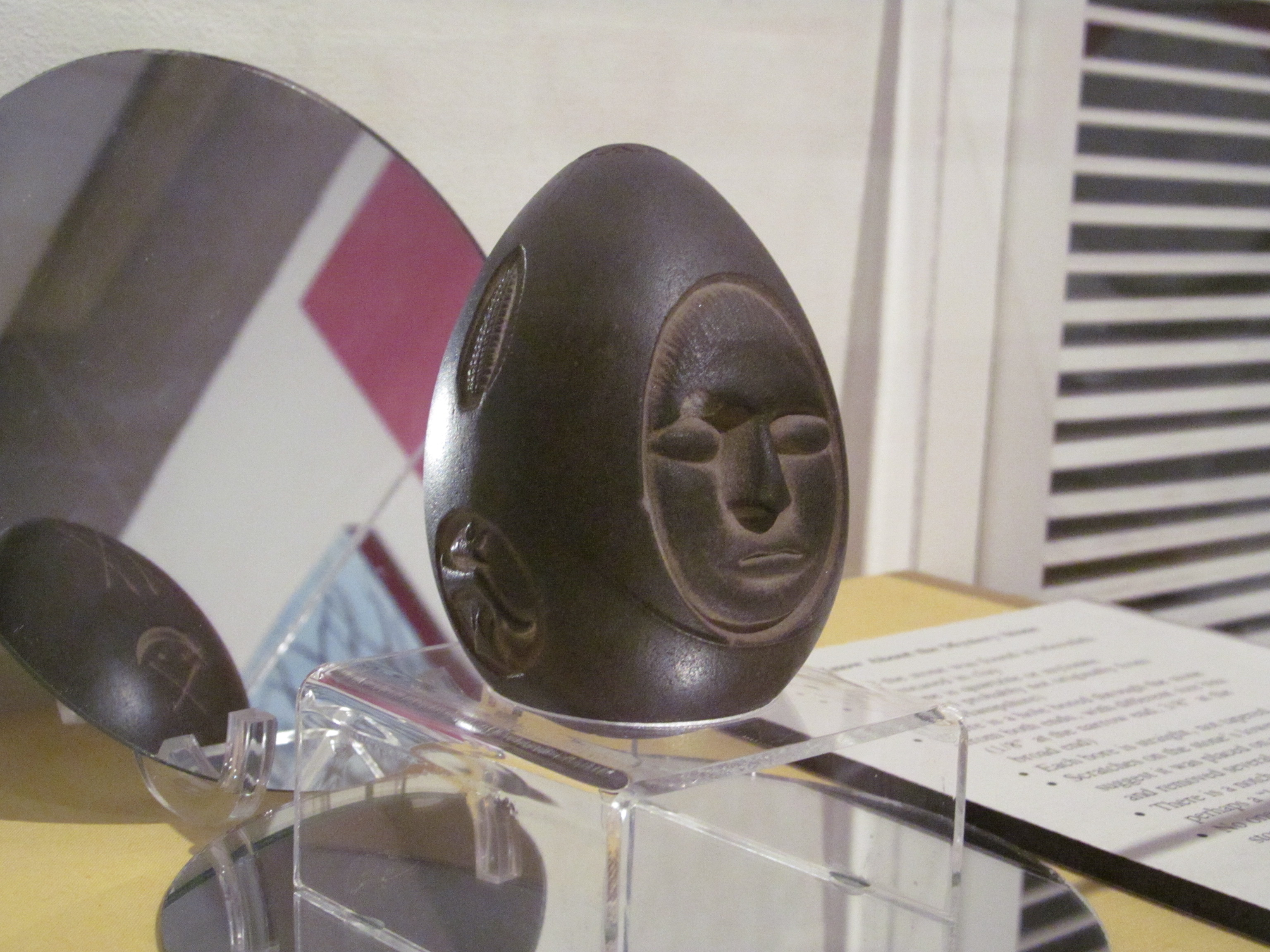
Мередитский камень в экспозиции Нью-Гемпширского Исторического Общества. 2012 г.

Мереди́тский ка́мень, известный также как Камень озера Уиннипесоки — артефакт в форме яйца с рельефом на поверхности, найденный при земляных работах в городке Мередит, на берегу озера Уиннипесоки (США).

## История артефакта
Тёмный кварцит яйцевидной формы был обнаружен среди кусков глины в 1872 году при создании фундаментого котлована в городке Мередит (англ.) на берегу озера Уиннипесоки (Нью-Гэмпшир, Новая Англия). Его поверхность украшалась странным рельефом. Как известно, кварцит формируется в результате смещения слоёв горных пород вдоль разломов, что в штате Нью-Гемпшир отсутствует. Поэтому источник кварцита неизвестен. Научной идентификации препятствует и то, что при обнаружении находки никак не были зафиксированы особенности её расположения. Внимание привлёк лишь сам объект, а не дополнительные детали, такие как особенности почвы, возможно, сопутствующие посторонние фрагменты или глубина, на которой он был найден.
Первым владельцем камня стал Сенека Лэдд (англ. Seneca Ladd), предприниматель, нанимавший рабочих-строителей. Через 10 лет, в 1892 году, артефакт по наследству перешёл к дочери Сенеки. В 1927 году она подарила находку Историческому обществу Нью-Гемпшира, где, получив название «Мередитский загадочный камень» (англ. Meredith Mystery Stone material), он хранится до сих пор.

## Описание камня
Мередитский камень имеет яйцевидную форму с высотой около 100 мм и шириной порядка 64 мм. В рельефе, вырезанном на его поверхности, можно выделить лицо человека, початок кукурузы, вигвам, круги, спирали, точки. В обоих торцах имеются глухие цилиндрические отверстия.

## Версии происхождения
Первые предположения о назначении артефакта были сделаны Сенекой Лэддом. Он считал, что камень мог являться символом договора между племенами индейцев.
Одни из наиболее свежих результатов исследований Мередитского камня опубликованы в 2006 году. Установлено, что выполненные цилиндрические отверстия имеют на своей внутренней поверхности риски, оставшиеся от использования инструментов, характерных для конца XIX века. Кроме того, обращает на себя внимание обстоятельство, что фактический первооткрыватель камня, Сенека Лэдд, был любителем и собирателем предметов старины. То есть артефакт, по всей видимости, был изготовлен незадолго до его обнаружения.